# Gravity (album Bullet for My Valentine)
Gravity – szósty album studyjny walijskiej grupy Bullet for My Valentine. Premiera albumu odbyła się 29 czerwca 2018.

## Lista utworów
1. "Leap of Faith" – 3:19
2. "Over It" – 3:47
3. "Letting You Go" – 3:43
4. "Not Dead Yet" – 3:21
5. "The Very Last Time" – 3:57
6. "Piece of Me" – 3:26
7. "Under Again" – 4:10
8. "Gravity" – 4:00
9. "Coma" – 3:33
10. "Don't Need You" – 4:50
11. "Breathe Underwater" – 3:41